# Drachtinka
Drachtinka, nazývaná také Drachtinský potok, (v Základní mapě České republiky 1:10 000 popsaná jako Drahtinka) je pravostranný přítok řeky Chrudimky v okrese Chrudim v Pardubickém kraji. Délka toku činí 3,1 km. Plocha povodí měří 5,5 km².

## Název
Název se vyskytuje jak ve variantě s „ch“, tak ve variantě z „h“. Ve městě je park Drachtinka, ulice U Drachtinky, domov seniorů Drachtinka, místní spolek nese název Spolek Zahrádkářská osada Drachtiny Hlinsko. ČÚZK v Základní mapě České republiky 1 : 10 000 a v databází Geonames však pro potok používá název Drahtinka. Mapy.cz používají oba názvy (Drahtinka i Drachtinka) a nahodile je střídají. Pro rybníky nad městem používají název „rybníky na Drahtinkách“, také uvádějí pomístní název „Dolní drahtiny s dolčinami“.

## Průběh toku
Potok pramení v lesích východně od osady Srní v nadmořské výšce okolo 605 m. Na horním a středním toku teče převážně jihovýchodním směrem. Po opuštění lesa zhruba na 2,5 říčním kilometru zadržuje vody potoka soustava tří rybníků. Na dolním toku směřuje Drachtinka na jih k Hlinsku. Zde se vlévá do řeky Chrudimky na jejím 88,4 říčním kilometru v nadmořské výšce okolo 560 m.

### Geomorfologické členění
Horní a střední tok v západní části povodí odvodňuje východní část Nasavrcké vrchoviny, která je geomorfologickým okrskem Sečské vrchoviny. Sečská vrchovina je geomorfologickým podcelkem Železných hor. Východní část povodí se nachází v severozápadní části Devítiskalské vrchoviny, která je okrskem Žďárských vrchů. Žďárské vrchy jsou podcelkem Hornosvratecké vrchoviny. Dolní tok tvoří hranici mezi výše zmíněnými geomorfologickými celky.